# 橋本和美
橋本 和美（はしもと かずよし、1978年12月21日 - 2006年10月13日）は、日本のオートレース選手。埼玉県出身。26期、川口オートレース場所属。主な競走車呼名は「TFパワーボム」。

## 選手データ
- プロフィール
  - 18年度後期適用ランク:A級第19位
  - 選手登録年月日:1999(平成11)年4月1日

- 戦歴
  - 通算優勝回数:3回
  - 通算勝利数:126勝
  - 2着:102
  - 3着:107
  - 着外:534

## 人物
橋本は川口オートレース場所属の若手では中堅といった位置の選手であった。川口所属の26期生の中では最も早く優勝をしているなど、将来を嘱望されていた。

2006年の7月に川口オートレース場で開催されたGI第30回キューポラ杯争奪戦では見事決勝戦へ進出。決勝戦では惜しくも3着と惜敗したが、決勝戦後のコメントなどからも、人柄の良さとレースへの真摯な思いが見て取れた。
ファンサービスにも積極的だった。川口オートレース場で毎年夏に開催される「たたら祭り」ではイベントやチャリティーオークションなどに積極的に参加したり、フットサル大会に参加したりしていた。その人柄の良さから先輩レーサーには可愛がられ、後輩レーサーからは兄貴分と慕われていた。
しかし、2006年10月13日、平成18年度埼玉県営第2回第2節初日、朝のスタート練習の際に後輪を空回りさせ同時に激しくバイクもぶれたその際に落車。更に、10m後ろからスタートしていた阿部剛士（27期、川口オートレース場所属）に激突され受傷。緊急措置が施され、意識不明の状態のまま川口市立医療センターへ収容されたが、手当の甲斐もなく同日12時25分、頸椎損傷により死亡（殉職）した。27歳没。
1993年10月のセア乗り換え以降の殉職者は藤川順二（10期、船橋オートレース場所属。1999年3月23日、飯塚オートレース場でスタート事故で殉職。49歳没）、中村政信（19期、飯塚オートレース場所属。1999年12月23日、飯塚オートレース場で複合事故にあい殉職。33歳没）、入江輝義（7期、山陽オートレース場所属。2002年2月3日、川口オートレース場でゴール直後に落車しフェンスに激突し殉職。53歳没）以来4人目となってしまった。
川口オートレース場は走路改修が2006年8月 - 9月に行われたばかりで、タイヤの食いつきがよく、レースのスピードが上昇していた。入江と同じ改修直後の新走路での事故、そして、2006年6月に亡くなった敷地吉男に次ぐ現役選手の死であった。

## 影響
選手としての功績は決して大きくはなかったが、その死がオートレース界に与えた衝撃と影響は小さなものではなかった。
ダート時代多くの選手が殉職し、殉職には至らないまでも、後遺症が残るほどの重傷を負って引退を余儀なくされた選手は枚挙に暇がなく、それ故に、他の競技以上に「安全」を徹底してきたオートレース界にとって、橋本の殉職事故は、セアによるレースの高速化と、走路改修の方法に関する問題点等を浮き彫りにしたのである。

## その後
事故翌日の10月14日、朝練習前に走路内の事故現場において神道形式のお祓いと追悼式が選手全員参加によって行われた。
11月6日に川口オートレース場にて合同葬が営まれ、関係者・選手400名以上が参列。一般のファンも150名が参列した。